# Cariño (kommunhuvudort)
Cariño är en kommunhuvudort i Spanien.   Den ligger i provinsen Provincia da Coruña och regionen Galicien, i den nordvästra delen av landet, 500 km nordväst om huvudstaden Madrid. Cariño ligger 22 meter över havet och antalet invånare är 4 779.
Terrängen runt Cariño är kuperad. Havet är nära Cariño åt nordost. Runt Cariño är det ganska glesbefolkat, med 38 invånare per kvadratkilometer. Närmaste större samhälle är Santa Marta de Ortigueira, 6,6 km söder om Cariño. I omgivningarna runt Cariño växer i huvudsak blandskog.